# Romange
Romange ist eine französische Gemeinde im Département Jura in der Region Bourgogne-Franche-Comté. Sie gehört zum Arrondissement Dole und zum Kanton Authume. 

## Geographie
Die Gemeinde grenzt im Norden an Malange, im Osten an Lavans-lès-Dole, im Süden an Audelange, im Westen an Amange und im Nordwesten an Vriange. Wegen der Nachbarschaft dieser Gemeinden spricht man dort vom "Tal der Engel" (vallée des anges).

## Geschichte
Frühere Ortsnamen waren Reumanges (Nachgewiesen aus dem 12. Jahrhundert), Ramangiis (1180), Ramanges (1182) und Romange-lès-Vriange (1972–79).

## Weblinks

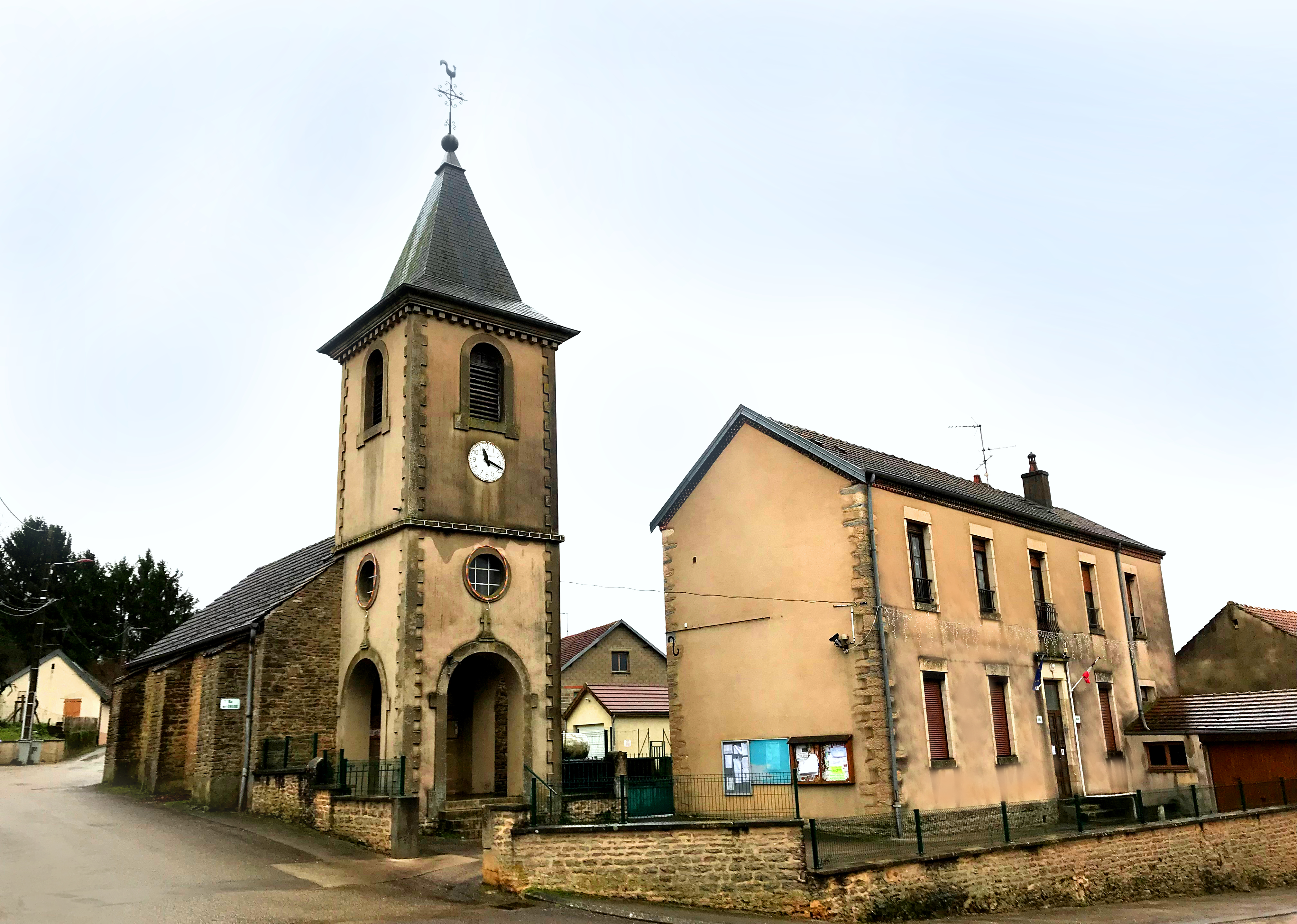
Mairie und Kirche Saint-Didier

### Bevölkerungsentwicklung
| Jahr                       | 1962 | 1968 | 1975 | 1982 | 1990 | 1999 | 2008 | 2017 |
| -------------------------- | ---- | ---- | ---- | ---- | ---- | ---- | ---- | ---- |
| Einwohner                  | 108  | 115  | 111  | 139  | 154  | 182  | 206  | 199  |
| Quellen: Cassini und INSEE |      |      |      |      |      |      |      |      |